# 샤를 드 프레시네
샤를 드 프레시네(Charles Louis de Saulces de Freycinet, 1828년 11월 14일 - 1923년 5월 14일)는 프랑스의 정치가이다. 프랑스 제3공화정 시대 4기에 걸쳐 총리를 지냈다.

## 생애
프랑스 남부 미디피레네 아리에주주에 위치한 도시로 아리에주주의 주도인 푸아 출신이다. 에콜 폴리테크니크를 졸업한 이후, 관료로 입문하여 광산 관련 행정관으로 경력을 쌓았다. 1858년, 남부 철도(Chemins de fer du Midi) 교통 책임자로 취임했다. 1862년 기술 분야로 복귀해서 총감찰관 등급으로 승진했다. 이후 과학 기술 관련 특별위원회 위원으로 영국을 포함한 각국을 방문했다. 1867년 《영국 제조업의 여인들과 아이들의 작업 기억》(Mémoire sur le travail des femmes et des enfants dans les manufactures de l' Angleterre)을 집필했다.
1870년, 보불 전쟁에서 프랑스가 패배하고 루이 쥘 트로쉬 장군을 수반으로 하는 임시 정부가 성립하자 레옹 강베타의 신뢰를 얻어 타른에가론주의 주지사에 임명되었고, 10월에는 임시 정부 내무부 장관이 되었다.
1876년, 강베타의 추천으로 상원의원이 되었고, 다음 해 1877년 10월 쥘 뒤포르 내각에서 공공사업 장관으로 입각한다. 1979년, 윌리엄 앙리 와딩튼의 후계자로 총리에 취임하여 외교부 장관을 겸임한다. 총리로서 파리 코뮌에 참가한 사람들에 대한 사면을 결정했다. 그러나 정교 분리 문제를 놓고 후견인 강베타의 지지를 잃고 내각을 총사퇴했다. 1882년, 제2차 내각을 구성한다. 이집트를 둘러싸고 영국과 대립하자 타협을 모색하지만, 불신임을 받았기 때문에 총사퇴했다. 이어 앙리 브리송 내각의 외교부 장관이 되어, 1886년 제3차 내각을 구성했다. 적극적인 내정 개혁안을 내걸고 세 차례 집권한 프레시네였지만, 오히려 그의 능력은 식민지 획득 등 외교 분야에서 발휘되었다. 의회와의 관계, 대책도 교묘하여 의회에 별다른 적대자가 없었지만, 다수파 공작이 실패로 돌아가면서 1886년 12월 3일 내각 총사퇴를 했다. 1887년 대통령 선거에 출마했지만, 그 기회주의적인 태도가 급진파의 혐오를 샀고, 결국 마리 프랑수아 사디 카르노에게 패했다. 1890년, 네번째 내각을 참여했다.
1882년, 물리학자로서의 업적을 인정받아 프랑스 과학 아카데미의 회원이 되었다. 1890년, 아카데미 프랑세즈의 회원이 되었다.
1923년, 사망했다.

## 저서
- 합리적인 역학의 조약 (Traité de mécanique rationnelle, 1858)
- 무한 분석에서 (De l'analyse infinitésimale , 1860, 개정판, 1881)
- 철도 경제의 하강 (Des pentes économiques en chemin de fer, 1861)
- 농업에서 하수 사용 (Emploi des eaux d'égout en agriculture, 1869)
- 마을 위생의 원칙 (Principes de l'assainissement des villes, 1870)
- 산업 위생 조약 (Traité d'assainissement industriel, 1870)
- 과학 철학에 관한 에세이 (Essai sur la philosophie des sciences, 1896)
- 이집트의 문제 (La Question d'Égypte, 905)

## 역대 선거 결과
| 선거명      | 직책명 | 대수 | 정당                | 1차 득표율 | 1차 득표수 | 2차 득표율 | 2차 득표수 | 결과 | 당락 |
| ----------- | ------ | ---- | ------------------- | ---------- | ---------- | ---------- | ---------- | ---- | ---- |
| 1885년 선거 | 대통령 | 4대  | 기회주의적 공화주의 | 2.43%      | 14표       |            |            | 3위  | 낙선 |
| 1887년 선거 | 대통령 | 5대  | 기회주의적 공화주의 | 8.95%      | 76표       | 0.60%      | 5표        | 4위  | 낙선 |
| 1906년 선거 | 대통령 | 9대  | 무소속              | 0.12%      | 1표        |            |            | 8위  | 낙선 |